# Outey I
Outey I (1672-1696) là vua Chân Lạp giai đoạn ngắn ngủi từ 1695 đến 1696. Tên húy là Ang Yong. Hiệu là "Udayaraja II" và "Narai Ramathipadi II".

## Tiểu sử
Outey I vốn là con trai của vua Keo Fa II (Ang Chea, Nặc Ông Đài). Outey I trở thành vua ở tuổi 23.
Trước đó, năm 1672, vua Chey Chettha III giết bố vợ là vua Barom Reachea VIII (ông nội của Outey I) để cướp ngôi. Chân Lạp sau đó chìm trong nội loạn do các hoàng tử tranh giành ngôi. Sau cùng, Ang Chea (Nặc Ông Đài) lên ngôi ở quê nhà Chân Lạp, xưng hiệu Keo Fa II.
Nặc Ông Đài sau đó lại giao tranh với chúa Nguyễn. Tháng 4 năm 1674, Nặc Ông Đài bị quân chúa Nguyễn truy đuổi, phải bỏ thành chạy vào rừng, sáu đó bị thuộc hạ giết chết.
Sau cái chết của Nặc Ông Đài, người em trai là Nặc Ông Thu (Ang Sor) ra hàng và được đưa lên làm vua, hiệu là Chey Chettha IV.
Năm 1695, sau khi ổn định và cải cách triều đình, Nặc Ông Thu thoái vị để truyền ngôi cho cháu là Outey I (Ang Yong), con của vua anh đã mất là Nặc Ông Đài.
Nhưng sang năm 1696, Outey I mất. Nặc Ông Thu lại lên làm vua một lần nữa.

## Hậu duệ
Outey I có một người con trai tên Ang Tong (1692-1757), sau cũng làm vua.